# Instytut Edukacji Medialnej i Dziennikarstwa Uniwersytetu Kardynała Stefana Wyszyńskiego
Instytut Edukacji Medialnej i Dziennikarstwa – (IEMiD) na Wydziale Teologicznym Uniwersytetu Kardynała Stefana Wyszyńskiego w Warszawie powstał 1 października 2002 roku, w miejsce istniejącej wcześniej Sekcji Teologii Środków Społecznego Przekazu. Obecnie instytut przygotowuje studentów do pracy w mediach na różnych stanowiskach. W roku akademickim 2008/2009 przeprowadzono reformę systemu nauczania, dzięki której zredukowano przedmioty teologiczne, a w znacznym stopniu zwiększono liczbę zajęć typowo dziennikarskich.
Decyzją Senatu UKSW w Warszawie z dnia 26 lutego 2009 r. na Wydziale Teologicznym utworzono nowy kierunek: dziennikarstwo i komunikacja społeczna od roku akademickiego 2010/2011 w formie studiów I stopnia stacjonarnych. Tak więc w IEMiD-zie studenci będą się kształcić na dwóch kierunkach studiów: teologii ze specjalnością „edukacja medialna i dziennikarstwo” (jednolite pięcioletnie studia magisterskie) oraz ww. kierunku „dziennikarstwo i komunikacja społeczna”
Od roku akademickiego 2011/2012 na kierunku „dziennikarstwo i komunikacja społeczna” studenci będą mogli kształcić się w dwóch specjalnościach:
- dziennikarstwo ogólne
- komunikacja medialno-kulturowa (specjalność prowadzona wspólnie z Instytutem Wiedzy o Kulturze)

W Instytucie Edukacji Medialnej i Dziennikarstwa funkcjonują następujące specjalizacje (studenci wybierają 2 z nich):
- edytorska
- internetowa
- medialno-edukacyjna (nauczycielska)
- PR
- prasowa
- radiowa
- reklamowa
- telewizyjna